# نادي جلولاء
نادي جلولاء الرياضي هو فريق كرة قدم عراقي مقره في جلولاء، ديالى، يلعب في الدوري العراقي الدرجة الثانية.

## التاريخ الإداري
- نجم عبد عواد
- عناد عبد
- ناظم حسين شهاب
- جاسم محمد
- مازن صالح
- أحمد حميد
- سردار محمد
- ستار أحمد حواس

## روابط خارجية
- نادي جلولاء على Goalzz.com
- أندية العراق - تواريخ التأسيس